# Tage Lindbom
Pour les articles homonymes, voir Lindbom.

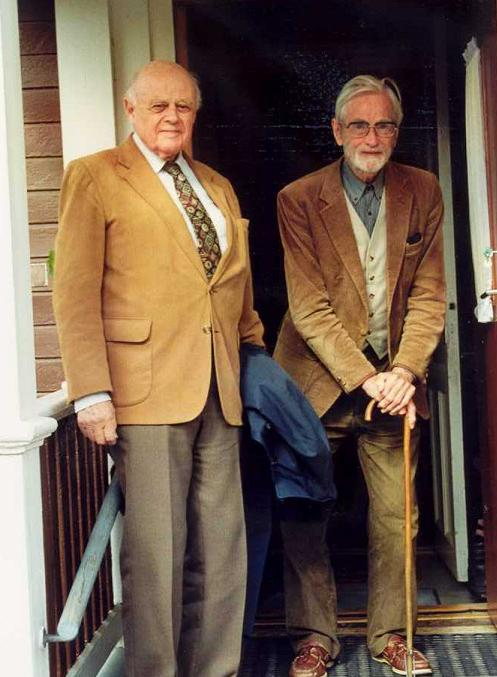
Tage Lindbom et Kurt Almqvist.

Tage Lindbom, né le 24 octobre 1909 à Malmö  et mort le 30 septembre 2001, est un philosophe et écrivain suédois. Directeur des Archives et de la Bibliothèque du mouvement ouvrier (Arbetarrörelsens arkiv och bibliotek) de 1938 à 1965, mystique musulman et représentant de la philosophia perennis, il a été surnommé « the grand old man » par les conservateurs suédois.

## Biographie
Fils adoptif de l’éditeur Carl Thomas Lindbom et d’Anna Sprinchorn, Tage Lindbom obtint son baccalauréat universitaire à l'université d'Uppsala en 1931 et son doctorat en histoire à l'université de Stockholm en 1938 avec une thèse sur l’histoire et les origines du syndicalisme professionnel suédois. Il obtint le poste de directeur des Archives et de la Bibliothèque du mouvement ouvrier la même année. 
Au cours de ses dernières années de direction aux Archives et à la Bibliothèque du mouvement ouvrier, Lindbom traversa une période d’éveil personnel qui le poussa à devenir profondément religieux et fortement conservateur. Il se convertit à l’Islam, devint soufi et joignit l’ordre Chadhiliyya. Sa rencontre avec le maître soufi suisse Frithjof Schuon (Isa Nur al-din) lui permit d’entrer en contact avec les représentants de l’école pérennialiste, dont Martin Lings, Titus Burckhardt et Seyyed Hossein Nasr. Lindbom publia une série de livres aux thèmes traditionnels et religieux, le plus souvent chez la maison d’édition Norma à Borås. C’est son livre "Sancho Panzas väderkvarnar" (1962) qui marqua une dissociation claire d’avec le socialisme. Lindbom fut même diffusé dans des publications dites modérées et dans la revue Samtidsmagasinet Salt. 
De plus en plus retiré, Lindbom consacra la fin de sa vie à l’enseignement spirituel. Il laissa derrière lui bon nombre de disciples qui perpétuent son œuvre. Dans le livre I Frithjof Schuons fotspår, qui fut publié après sa mort, il présente les fondements de la philosophia perennis (la philosophie intemporelle), cette œuvre pouvant être perçue comme un hommage à son maître spirituel Frithjof Schuon. Le chercheur Ashk Dahlén y a écrit une préface détaillée sur l’évolution de la pensée de Lindbom et sur la philosophie pérenne. Les essais de Lindbom sur la spiritualité islamique, Möte med Koranen, ont été publiés dans le journal académique islamique suédois Minaret en 2003. 
L'un de ses importants livres, L'Ivraie et le bon grain ou le Royaume de l'homme à l'heure des échéances (titre original : Agnarna och Vetet), a été traduit du suédois par Roger Du Pasquier, et publié par les éditions Archè Edidit, Milan, Paris, en 1976. Les titres des chapitres de ce volume - après l'avant-propos du traducteur - sont particulièrement éclairants de la perspective traditionnelle et de la philosophia perennis : "Le temps de la moisson" ; "Le Paradis et l'utopie" ; "Qu'est-ce que la Vérité ?" ; "Le chemin de la vie" ; "Objectivité" ; "Les "bonnes intentions" ; "Des préjugés" ; "Le voile de Maya" ; "Tolérance" ; "Révolution" ; "Amour" ; "Justice" ; "Voix de la conscience" ; "Etre pareil à des enfants".